# Methode der Charakteristiken
Die Methode der Charakteristiken ist eine Methode zur Lösung partieller Differentialgleichungen (PDGL/PDE), die typischerweise erster Ordnung und quasilinear sind, also Gleichungen vom Typ
{\displaystyle P(x,t,u){\frac {\partial u}{\partial t}}+Q(x,t,u){\frac {\partial u}{\partial x}}=R(x,t,u),}
für eine Funktion {\displaystyle u(x,t)} mit der Anfangsbedingung {\displaystyle u(x,0)=f(x)}. (Dabei heißt eine Gleichung quasilinear, falls sie in den Ableitungen höchster Ordnung linear ist).
Die grundlegende Idee besteht darin, die PDE durch eine geeignete Koordinatentransformation auf ein System gewöhnlicher Differentialgleichungen auf bestimmten Hyperflächen, sogenannten Charakteristiken, zurückzuführen.
Die PDE kann dann als Anfangswertproblem in dem neuen System mit Anfangswerten auf den die Charakteristik schneidenden Hyperflächen gelöst werden.
Störungen breiten sich längs der Charakteristiken aus.
Die Methode kann auch allgemein auf hyperbolische partielle Differentialgleichungen angewandt werden, deren Prototyp die Wellengleichung ist, und auf einige weitere PDEs höherer Ordnung.
Charakteristiken spielen eine Rolle in der qualitativen Diskussion der Lösung bestimmter PDE und in der Frage, wann Anfangswertprobleme für diese PDE korrekt gestellt sind.
Die Methode geht auf Joseph-Louis Lagrange zurück (1779, quasilineare partielle Differentialgleichungen erster Ordnung). Sie wurde 1784 von Gaspard Monge geometrisch begründet, was Johann Friedrich Pfaff 1815 und Augustin-Louis Cauchy 1819 auf mehr als zwei Dimensionen erweiterten.

## Idee
Um die partielle Differentialgleichung in ein System von gewöhnlichen Differentialgleichungen zu überführen, werden die Koordinaten {\displaystyle t} und {\displaystyle x} über zwei neue Koordinaten {\displaystyle \tau } und {\displaystyle \xi } parametrisiert, das heißt man hat Gleichungen {\displaystyle t=t(\tau ,\xi )} und {\displaystyle x=x(\tau ,\xi )}. Zunächst wird die gesuchte Funktion {\displaystyle u(x,t)=u(x(\tau ,\xi ),t(\tau ,\xi ))} mittels Kettenregel nach {\displaystyle \tau } abgeleitet:
{\displaystyle {\frac {\mathrm {d} u}{\mathrm {d} \tau }}={\frac {\partial u}{\partial t}}{\frac {\mathrm {d} t}{\mathrm {d} \tau }}+{\frac {\partial u}{\partial x}}{\frac {\mathrm {d} x}{\mathrm {d} \tau }}.}
Die obige quasilineare PDE wird mit den „Charakteristikengleichungen“
{\displaystyle {\frac {\mathrm {d} t}{\mathrm {d} \tau }}=P(x,t,u)},
{\displaystyle {\frac {\mathrm {d} x}{\mathrm {d} \tau }}=Q(x,t,u)}
zu
{\displaystyle {\frac {\mathrm {d} u}{\mathrm {d} \tau }}={\frac {\partial u}{\partial t}}{\frac {\mathrm {d} t}{\mathrm {d} \tau }}+{\frac {\partial u}{\partial x}}{\frac {\mathrm {d} x}{\mathrm {d} \tau }}=R(x,t,u)}
Also ein System gewöhnlicher Differentialgleichungen in den neuen Koordinaten, wenn man auf der rechten Seite noch die Parametrisierungen {\displaystyle t=t(\tau ,\xi )} und {\displaystyle x=x(\tau ,\xi )} einsetzt.

## Geometrische Interpretation
Geometrisch kann das Vorgehen wie folgt beschrieben werden. Die Lösungsfunktion {\displaystyle u=u(x,t)} führt zu Flächengleichungen {\displaystyle z=u(x,t)} im Raum der Koordinaten {\displaystyle (x,t,z)} (Integralflächen). Eine solche Integralfläche hat den Normalenvektor:
{\displaystyle {\vec {N}}=\left({\frac {\partial u}{\partial x}},{\frac {\partial u}{\partial t}},-1\right)}
und die PDE besagt geometrisch, dass das Vektorfeld {\displaystyle {\vec {X}}(x,t,z)=\left(Q(x,t,z),P(x,t,z),R(x,t,z)\right)} der Charakteristiken auf {\displaystyle z=u(x,t)} tangential zur Integralfläche {\displaystyle z=u(x,t)} ist, denn das Skalarprodukt des Vektorfelds {\displaystyle {\vec {X}}(x,t,z)} mit dem Normalenvektor {\displaystyle {\vec {N}}(x,t,z)} verschwindet:
{\displaystyle {\vec {X}}\cdot {\vec {N}}={\frac {\partial u}{\partial x}}\cdot Q+{\frac {\partial u}{\partial t}}\cdot P+(-1)\cdot R=0}.
Die Lösungen der PDE sind Integralkurven des Vektorfeldes {\displaystyle {\vec {X}}(x,t,z)} (im Teilraum der x,t sind das die Charakteristiken). In einer Parameterdarstellung der Integralkurve mit Parameter {\displaystyle \tau } ergeben sich die Gleichungen:
{\displaystyle {\vec {X}}=\left(Q,P,R\right)=\left({\frac {\mathrm {d} x}{\mathrm {d} \tau }},{\frac {\mathrm {d} t}{\mathrm {d} \tau }},{\frac {\mathrm {d} z}{\mathrm {d} \tau }}\right)}
für die Charakteristiken oder (Lagrange-Charpit-Gleichungen):
{\displaystyle {\frac {\mathrm {d} x}{Q}}={\frac {\mathrm {d} t}{P}}={\frac {\mathrm {d} z}{R}}}

## Beispiele

### Einfache Transportgleichung
Gegeben sei eine einfache Transportgleichung, ein einfaches Beispiel eines Typs von PDEs 1. Ordnung, die einen zeitlich-räumlichen Fluss beschreiben (zum Beispiel Advektion, Transport von Chemikalien in einer Flüssigkeit):
{\displaystyle u_{t}+c\cdot u_{x}=0}
mit der Anfangsbedingung {\displaystyle u(x,t=0)=f(x)}, {\displaystyle t\geq 0,x\in \mathbb {R} } und der reellen Konstanten {\displaystyle c\in \mathbb {R} }. Für die partiellen Ableitungen von {\displaystyle u} nach {\displaystyle t} bzw. {\displaystyle x} wurde hier die übliche Indexschreibweise {\displaystyle u_{t}} bzw. {\displaystyle u_{x}} verwendet. Ableitung von {\displaystyle u} nach {\displaystyle \tau } und Koeffizientenvergleich liefert ein System von gewöhnlichen Differentialgleichungen:
{\displaystyle {\frac {\mathrm {d} t}{\mathrm {d} \tau }}=P(x,t,u)=1}
{\displaystyle {\frac {\mathrm {d} x}{\mathrm {d} \tau }}=Q(x,t,u)=c}
{\displaystyle {\frac {\mathrm {d} u}{\mathrm {d} \tau }}=R(x,t,u)=0}
sowie die Anfangsbedingungen {\displaystyle t(\tau =0)=0\,,\,x(\tau =0)=\xi \,,\,u(\tau =0)=f(\xi )}.
Da die Gleichungen hier komplett voneinander entkoppelt sind, ist die Lösung sehr einfach:
{\displaystyle t=\tau }
{\displaystyle x=c\tau +\xi }
{\displaystyle u=f(\xi )}.
Hieraus folgt sofort {\displaystyle \xi =x-ct} und damit die Lösung der Transportgleichung in den alten Koordinaten:
{\displaystyle u(x,t)=f(x-ct)}.
{\displaystyle x=ct+\xi } sind die Gleichungen der Charakteristiken. Der Wert von {\displaystyle u} auf der x-Achse bei {\displaystyle t=0} legt den Wert von {\displaystyle u} längs der Charakteristiken-Geraden mit Steigung {\displaystyle c} für alle Zeiten fest, was sich mathematisch in der Form der Lösung {\displaystyle u(x,t)=f(x-ct)=f(\xi )} ausdrückt. Längs der Charakteristik ändert sich {\displaystyle u} nicht, was gerade durch die Differentialgleichung {\displaystyle {\frac {\mathrm {d} u}{\mathrm {d} \tau }}={\frac {\mathrm {d} u}{\mathrm {d} t}}=0} längs der Charakteristik {\displaystyle x=ct+\xi } ausgedrückt wird.

### Verallgemeinerte Transportgleichung
Man betrachte eine allgemeinere Transportgleichung mit variablen Koeffizienten:
{\displaystyle P(x,t){\frac {\partial u}{\partial t}}+Q(x,t){\frac {\partial u}{\partial x}}+R(x,t)u=0}
mit der Anfangsbedingung {\displaystyle u(x,0)=f(x)}.
Es wird eine neue Variable {\displaystyle \tau } eingeführt, so dass die PDE sich auf Kurven {\displaystyle x(\tau ),t(\tau )} für {\displaystyle \tau >0} auf eine gewöhnliche Differentialgleichung reduziert wird. Dazu wird
{\displaystyle {\frac {\mathrm {d} t}{\mathrm {d} \tau }}=P(x(\tau ),t(\tau ))}
{\displaystyle {\frac {\mathrm {d} x}{\mathrm {d} \tau }}=Q(x(\tau ),t(\tau ))}
gewählt (die Charakteristiken-Gleichungen), so dass:
{\displaystyle {\frac {\mathrm {d} u}{\mathrm {d} \tau }}={\frac {\partial u}{\partial x}}{\frac {\mathrm {d} x}{\mathrm {d} \tau }}+{\frac {\partial u}{\partial t}}{\frac {\mathrm {d} t}{\mathrm {d} \tau }}=Q(x,t){\frac {\partial u}{\partial x}}+P(x,t){\frac {\partial u}{\partial t}}=-R(x,t)u}
Die PDE wird dann eine gewöhnliche Differentialgleichung:
{\displaystyle {\frac {\mathrm {d} u}{\mathrm {d} \tau }}+R(x(\tau ),t(\tau ))u=0}
Die zweite Koordinate der Koordinatentransformation ist {\displaystyle \xi =x(\tau =0)} und die Funktionswerte u längs der Kurven {\displaystyle \tau >0} sind durch die Anfangswerte in {\displaystyle \xi } vorgegeben.
Betrachtet man zum Beispiel die Gleichung:
{\displaystyle u_{t}+c\,u_{x}+a\,u=0}
mit {\displaystyle u(x,0)=u(x_{0},0)=f(x_{0})=K}, so ergeben sich mit {\displaystyle P=1,Q=c,R=a,} wieder die Charakteristiken {\displaystyle x-ct=x_{0}} wie in Beispiel 1, aus der dritten Gleichung {\displaystyle u_{t}+au=0} ergeben sich aber Lösungen {\displaystyle u(x,t)=f(x-ct)\exp {(-at)}=f(x_{0})\exp {(-at)}=K\exp {(-at)}}. Man hat hier also keine konstanten Lösungen längs der Charakteristik, wie im vorangegangenen Beispiel der Fall war, sondern ein exponentielles Abklingen mit der Zeit.
Als weiteres Beispiel werde
{\displaystyle u_{t}+x\,u_{x}=0}
betrachtet, mit {\displaystyle u(x,0)=f(x)}. Hier ist {\displaystyle P=1,Q=x,R=0,} und man hat keine Geraden als Charakteristiken, sondern {\displaystyle x=x_{0}\exp {(t)}}. Längs der Charakteristiken ist der Funktionswert konstant, so dass sich als Lösung
{\displaystyle u(x,t)=f(x_{0})=f(x\,\exp {(-t)})}
ergibt.

### Burgersgleichung
Ein weiteres Beispiel sind in der Physik auftretende Erhaltungssätze der Form
{\displaystyle u_{t}+F_{x}(u(x,t))=0},
zum Beispiel die Burgersgleichung im Fall verschwindender Viskosität (nicht-viskose Burgersgleichung):
{\displaystyle F={\frac {1}{2}}u^{2}}
und damit
{\displaystyle u_{t}+u\,u_{x}=0}
mit der Anfangsbedingung {\displaystyle u(x,0)=f(x)}. Hier ist {\displaystyle P=1,Q=u,R=0}, die Gleichung ist nichtlinear. Die Charakteristiken sind {\displaystyle x=x_{0}+u\,t=x_{0}+f(x_{0})\,t}, das heißt Geraden, die aber eine variable Steigung haben, die vom Funktionswert längs der Charakteristiken abhängt. Die Lösung ist formal ähnlich wie im Beispiel der einfachen Transportgleichung {\displaystyle u(x,t)=f(x-ut)=f(x_{0})} und längs der Charakteristik konstant, dort gilt {\displaystyle u_{t}=0}.
Die Burgersgleichung wird oft als Modellsystem nichtlinearer hydrodynamischer Gleichungen benutzt. Das Neue ist in diesem Fall, dass sich die Charakteristiken wegen der variablen Steigung schneiden können. Am Schnittpunkt wird die Lösung mehrdeutig und eine eindeutige Lösung des Problems existiert nicht mehr. Es bildet sich eine Unstetigkeit, für in Richtung fortschreitender Zeit konvergierende Charakteristiken eine Stoßwellenfront, und bei divergierenden Charakteristiken eine Verdünnungsfront. Man kann den Zusammenbruch klassischer Lösungen aber durch Betrachtung schwacher Lösungen (Distributionen) umgehen, wobei zur Auswahl der physikalisch korrekten Lösung Entropie-Bedingungen hinzugezogen werden. Im Fall der Burgers-Gleichung hat die Stoßwelle eine Geschwindigkeit, die dem Mittelwert aus den Funktionswerten u rechts und links der Stoßfront entspricht.

### Wellengleichung
Die Wellengleichung ist der Prototyp einer linearen hyperbolischen partiellen Differentialgleichung 2. Ordnung:
{\displaystyle {\frac {\partial ^{2}u}{{\partial x}^{2}}}-{\frac {1}{c^{2}}}{\frac {\partial ^{2}u}{{\partial t}^{2}}}=0}
mit einer Konstanten {\displaystyle c}. Man transformiert auf neue Variablen {\displaystyle w=x+ct}, {\displaystyle v=x-ct}, womit sich die Wellengleichung in:
{\displaystyle {\left({\frac {\partial }{\partial w}}+{\frac {\partial }{\partial v}}\right)}^{2}u={\left({\frac {\partial }{\partial w}}-{\frac {\partial }{\partial v}}\right)}^{2}u}
transformiert, woraus: 
{\displaystyle {\frac {\partial ^{2}}{\partial w\partial v}}u=0}
oder
{\displaystyle \left({\frac {\partial }{\partial x}}+{\frac {1}{c}}{\frac {\partial }{\partial t}}\right)\cdot \left({\frac {\partial }{\partial x}}-{\frac {1}{c}}{\frac {\partial }{\partial t}}\right)u=0}
folgt, also {\displaystyle u(w,v)=u_{1}(w)+u_{2}(v)} oder {\displaystyle u=u_{1}(x+ct)+u_{2}(x-ct)}.
Die Gleichungen der Charakteristiken sind {\displaystyle w=\mathrm {const} ,v=\mathrm {const} } oder {\displaystyle x=x_{0}\pm ct} mit einer Konstanten {\displaystyle x_{0}}.

### Allgemeine partielle Differentialgleichung 2. Ordnung
Die allgemeine partielle Differentialgleichung 2. Ordnung ist gegeben durch:
{\displaystyle Au_{tt}+2Bu_{tx}+Cu_{xx}+Du_{x}+Eu_{t}+Fu=0}
wobei hier partielle Ableitungen durch Indizes angedeutet sind.
Betrachtet man die Matrix
{\displaystyle M={\begin{pmatrix}A&B\\B&C\end{pmatrix}}}
der Koeffizienten der höchsten Ableitungen, sind die Gleichungen elliptisch für {\displaystyle \mathrm {det} \,(M)=AC-B^{2}>0}, parabolisch für {\displaystyle \mathrm {det} \,(M)=0} und hyperbolisch für {\displaystyle \det \,(M)<0}.
Zusätzlich zur PDE gelte auf einer beliebigen Kurve:
{\displaystyle du_{t}=u_{tt}dt+u_{tx}dx}
{\displaystyle du_{x}=u_{xt}dt+u_{xx}dx}
Das sind drei lineare Gleichungen für die zweiten Ableitungen {\displaystyle u_{tt},u_{tx},u_{xx}}. Damit sich diese eindeutig aus den als bekannt vorausgesetzten Werten von {\displaystyle u,u_{t},u_{x}} bestimmen lassen, muss für die Determinante gelten:
{\displaystyle \Delta =\mathrm {det} {\begin{pmatrix}A&2B&C\\dt&dx&0\\0&dt&dx\end{pmatrix}}\neq 0}
Für einige Kurven, die Charakteristiken der PDE (der Name stammt von Gaspard Monge), gilt dies nicht, dort gilt {\displaystyle \Delta =0}:
{\displaystyle A{(dx)}^{2}-2Bdxdt+C{(dt)}^{2}=0}
oder
{\displaystyle x_{t}={\frac {B\pm {\sqrt {(B^{2}-AC)}}}{A}}}
Das Anfangswertproblem ist nur eindeutig lösbar, falls die Kurven, auf denen die Anfangswerte vorgegeben sind, nicht tangential zu den Charakteristiken sind. Das ist die Aussage des Satzes von Cauchy-Kowalewskaja für das sogenannte nicht-charakteristische Cauchy-Problem. Da unter dem Wurzelzeichen {\displaystyle -\mathrm {det} M} steht, ergibt sich, dass Hyperbolische Gleichungen zwei Charakteristikenscharen haben, parabolische eine und elliptische gar keine.
Man kann die Charakteristiken auch geometrisch als Kurven in zwei Dimensionen {\displaystyle (x,t)} betrachten, deren Normalenvektoren {\displaystyle {\vec {n}}} die Gleichung
{\displaystyle {\vec {n}}M{\vec {n}}^{T}=0}
erfüllen (äquivalent gilt das für die Tangentialvektoren der Kurven).
Da {\displaystyle {\vec {n}}\sim (u_{t},u_{x})}, gilt dann
{\displaystyle u_{t}^{2}A+2Bu_{t}u_{x}+Cu_{x}^{2}=0}
Führt man zur Diagonalisierung der quadratischen Gleichung eine Hauptachsentransformation durch, erhält man nur beim Fall der hyperbolischen Gleichung, das heißt die Eigenwerte haben entgegengesetzte Vorzeichen, eine Form, die wie in obigem Beispiel der Wellengleichung durch Variablentransformation auf Gleichungen 1. Ordnung mit zwei Charakteristiken zurückgeführt werden kann.
So ist etwa für die Wellengleichung:
{\displaystyle M={\begin{pmatrix}-{\frac {1}{c^{2}}}&0\\0&1\end{pmatrix}}}
und die Normalenvektoren {\displaystyle {\vec {n}}=(-c,1),{\vec {n}}=(c,1)} stehen senkrecht auf den zugehörigen Charakteristiken {\displaystyle x+ct} bzw. {\displaystyle x-ct}.
Ein Beispiel einer Gleichung, in der alle drei Typen von PDE vorkommen, ist die Euler-Tricomi-Gleichung oder Tricomi-Gleichung:
{\displaystyle u_{tt}-tu_{xx}=0}
für die {\displaystyle \mathrm {det} \,(M)=AC-B^{2}=-t}, die für positive {\displaystyle t} hyperbolisch ist, für {\displaystyle t=0} parabolisch und für negative {\displaystyle t} elliptisch. Entsprechend hat sie für negative {\displaystyle t} keine Charakteristiken, für {\displaystyle t\geq 0} eine, die sich für {\displaystyle t>0} verzweigt und dort die Charakteristikengleichung {\displaystyle dx^{2}-t\,dt^{2}=0} hat, also Charakteristiken {\displaystyle 3x\pm 2t^{\frac {3}{2}}=\mathrm {const} }.